# Ghircevți, Kiustendil
Ghircevți (în bulgară Гирчевци) este un sat în comuna Kiustendil, regiunea Kiustendil,  Bulgaria. 

## Demografie
Componența etnică a satului Ghircevți
     Bulgari (92,3%)
     Nicio identificare (7,69%)
     Altele (0%)
La recensământul din 2011, populația satului Ghircevți era de 143 locuitori. Din punct de vedere etnic, majoritatea locuitorilor (92,3%) erau bulgari. Pentru 7,69% din locuitori nu este cunoscută apartenența etnică.